# Geograf (obraz Jana Vermeera)

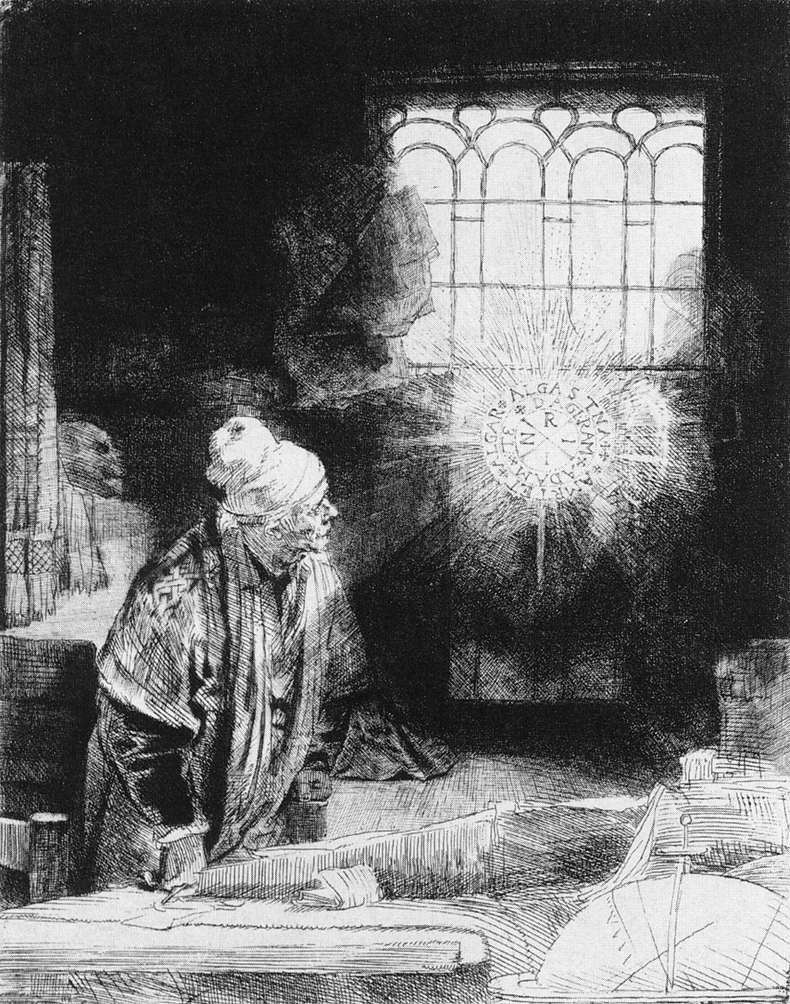
Rembrandt, Faust, ok. 1652

Geograf (niderl. De geograaf) – obraz Jana Vermeera ukończony w 1669; od 26 maja 1885 znajduje się w Städel Museum we Frankfurcie nad Menem.
Obraz opatrzony jest dwoma sygnaturami i, jako jeden z trzech płócien w dorobku Vermeera, datą. Dwa pozostałe to Astronom i U stręczycielki. Data, zapisana jako XDCLXVIIII wraz z podpisem znajduje się w prawym górnym rogu. Druga sygnatura znajduje się na szafie. Najprawdopodobniej ani podpisy, ani data, nie są oryginalne.
Portrety naukowców były częstym motywem XVII-wiecznego holenderskiego malarstwa. Jako pierwszy uczonego wśród naukowych przyrządów namalował ok. 1630 Rembrandt. Później temat ten był podejmowany przez jego uczniów oraz innych malarzy, którzy go spopularyzowali. Vermeer wpisywał się w ten trend, portretując astronoma i geografa. Obraz Astronom jest bardzo zbliżony do Geografa i wielokrotnie oba płótna były sprzedawane razem. Oba przedstawiają mężczyznę o kręconych włosach i ubranego w długą, obfitą szatę, być może Antonie van Leeuwenhoeka. Badacze wskazują na widoczne podobieństwo między ryciną Rembrandta, przedstawiającą Fausta a Geografem.
Geograf stoi oparty o biurko, otoczony przez mapy, książki i globus. W jednej ręce trzyma cyrkiel, którym posługuje się w celu zmierzenia odległości na leżącej przed nim mapie. Uczony przerwał jednak na chwilę swoją pracę – zamyślony patrzy przez okno, a światło pada na jego twarz. Udało się rozpoznać mapę, wiszącą na ścianie – to dzieło Willema Jansz. Blaeu, przedstawiające wybrzeża Europy oraz globus, autorstwa Hendricka Hondiusa.